# Calanasan
Calanasan est une municipalité philippine du nord-ouest de la province d'Apayao, dans le nord de l'île de Luçon. Au recensement de 2015, elle comptait 12 604 habitants. Son économie est essentiellement agricole.
Les forêts de la municipalité abritent une petite population du rare Pithécophage des Philippines (ou Aigle des singes, Pithecophaga jefferyi).